# Stadsbrand van Bergen (1916)
De Stadsbrand van Bergen van 15 tot 16 januari 1916 was een grote stadsbrand die plaats vond in het Noorse Bergen.

## Geschiedenis

### Aanleiding
Enkele arbeiders waren om vijf uur op zaterdag 15 januari aan het inventariseren in een ijzerwarenhandel aan de haven. Buiten waaide een zeer sterke stormwind. Er moesten enkele buizen worden binnengedragen en aangezien er geen licht was in de gang waar deze moesten komen, was een kaars aangestoken. Deze kaars kwam in contact met enkele balen Oakum (geteerde hennep). De voorman reageerde zoals men gewend was door snel de poort te openen en de balen naar buiten in het meer te laten rollen. Door de sterke wind echter vloog het dak van de opslagplaats in brand en vervolgens verspreidde het vuur zich snel naar aanliggende gebouwen die ook in vlam schoten. 

### Schade
De volledige Strandgaten (een straat met voornamelijk pakhuizen) ging verloren. Daarnaast had het vuur zich ook verspreid naar aanliggende woningen en legde het verschillende wijken in as. Enkele gebouwen konden door inspanningen van de brandweer en vrijwilligers gered worden, waaronder Permanenten (huidig museum), beurs- en bankgebouwen en Den Nationale Scene (theater). Verder werd ook de gevangenis beschadigd en werden er 50 gevangenen in veiligheid gebracht. Twintig van hen werden vrijgelaten en drie wisten er te ontsnappen. Door de sterke wind werd bijna het hele centrum van de stad in as gelegd. Nadien werden er nog 17 gebouwen afgebroken die te zwaar beschadigd waren om te herstellen. Er gingen die dag 380 gebouwen met 612 appartementen, 388 winkels, 242 werkplaatsen, 42 fabrieken, 219 kantoren en 288 magazijnen verloren. De brand trof 3 kranten, 4 hotels, 6 verzekeringsmaatschappijen en 2 scholen en ongeveer 1.000 banen gingen verloren. Ongeveer 2.700 mensen raakten dakloos. Twee personen verloren hun leven, een van hen hielp bij de bluswerken, maar kreeg een muur over zich heen. Hij werd nog naar het ziekenhuis gebracht, maar daar overleed hij aan zijn verwondingen. De andere persoon ging opnieuw zijn woning in, maar kwam niet meer naar buiten.

### Heropbouw
Voor de heropbouw werd er een wedstrijd uitgeschreven, de Noorse architecten Finn Berner, Georg Jens Greve en Ole Landmark kregen de opdracht de binnenstad opnieuw op te bouwen samen met de Zweedse ingenieur Albert Lilienberg. De brand bood de stad Bergen de kans om zijn centrum opnieuw in te richten naar nieuwe normen en wensen. Het oude centrum had vele middeleeuwse restanten waardoor de wegen smal en vuil waren.

## Afbeeldingen

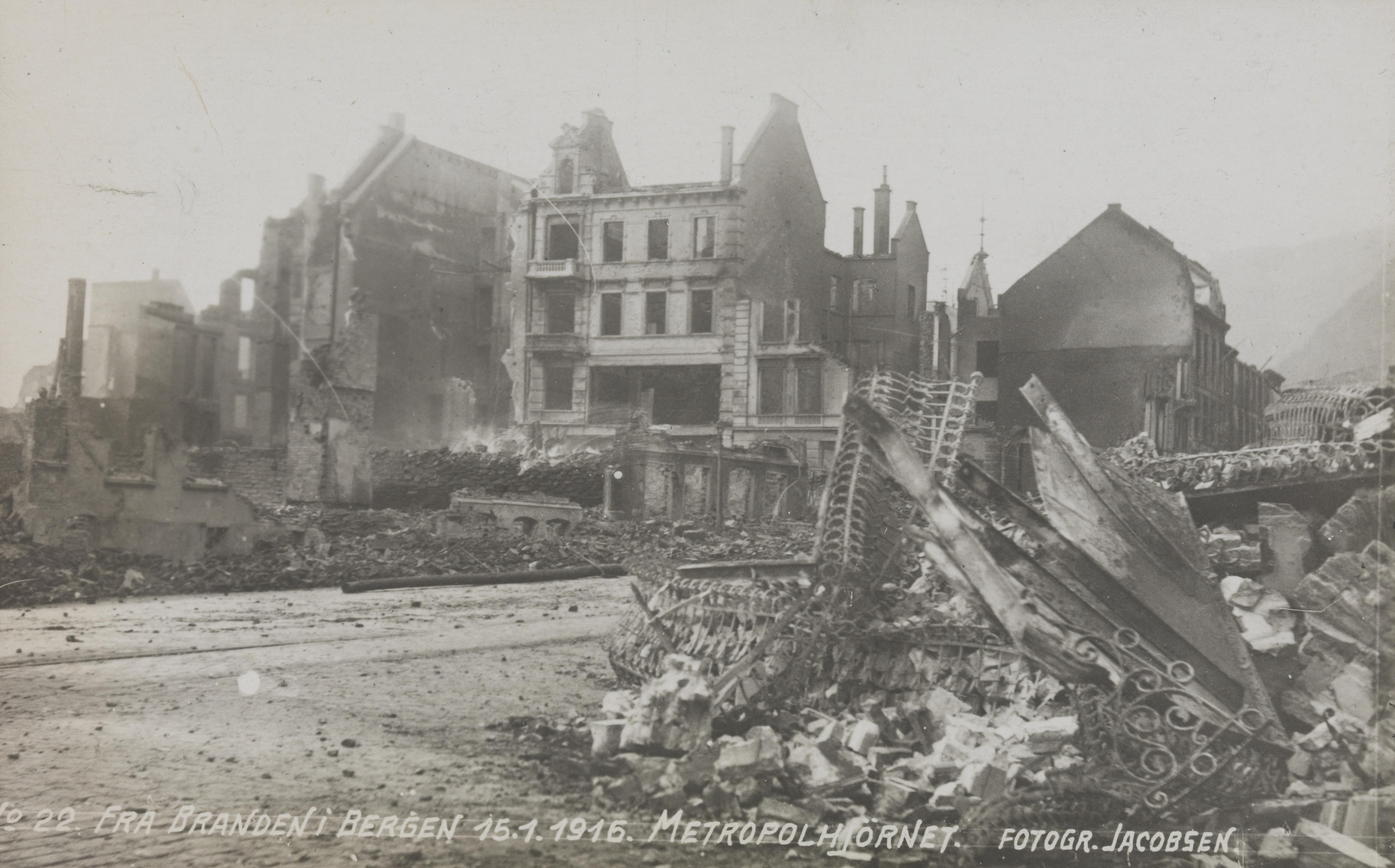
Uitkijkend op Metropolhjørnet
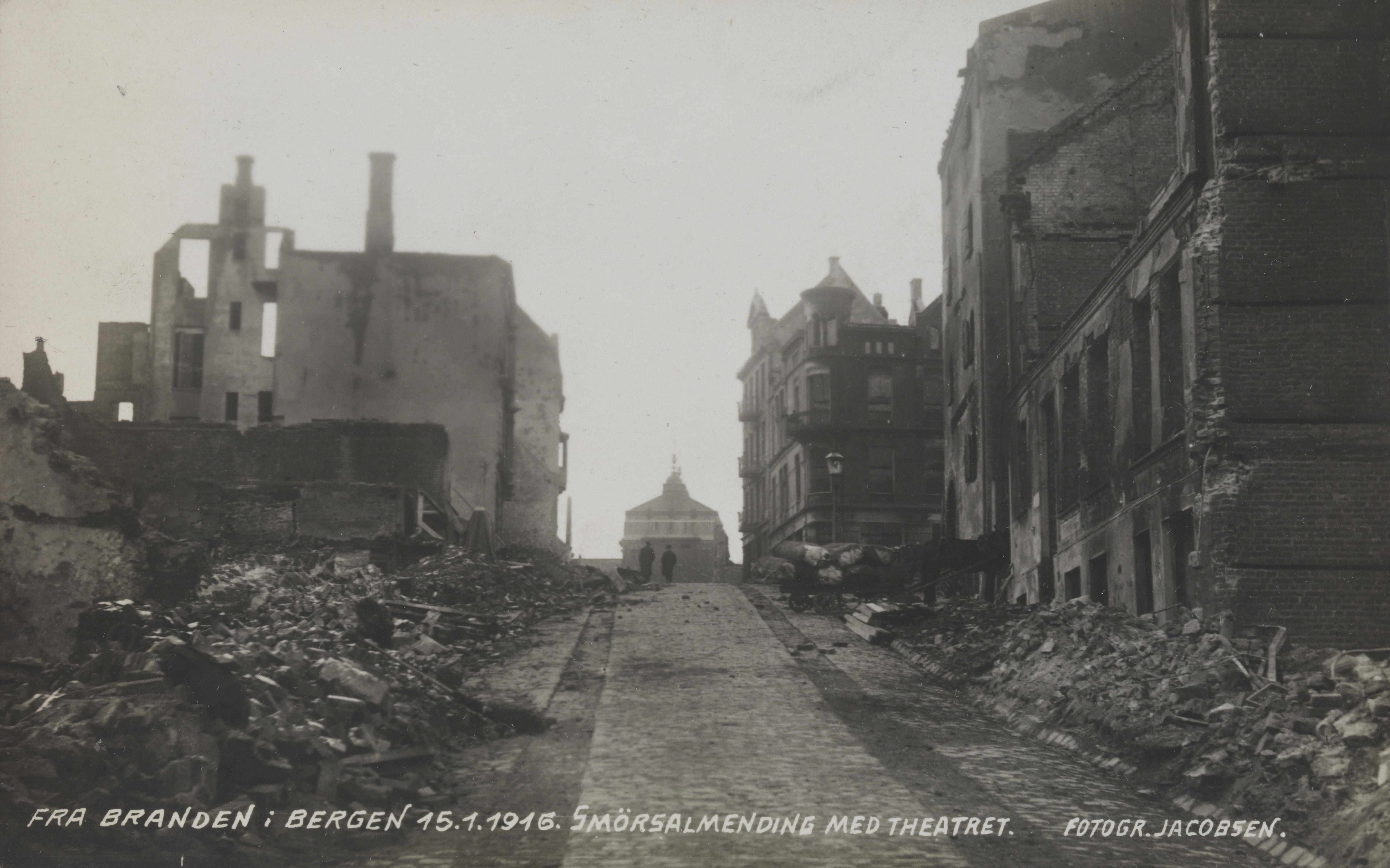
Uitkijkend op Smørsalmending met het Theater
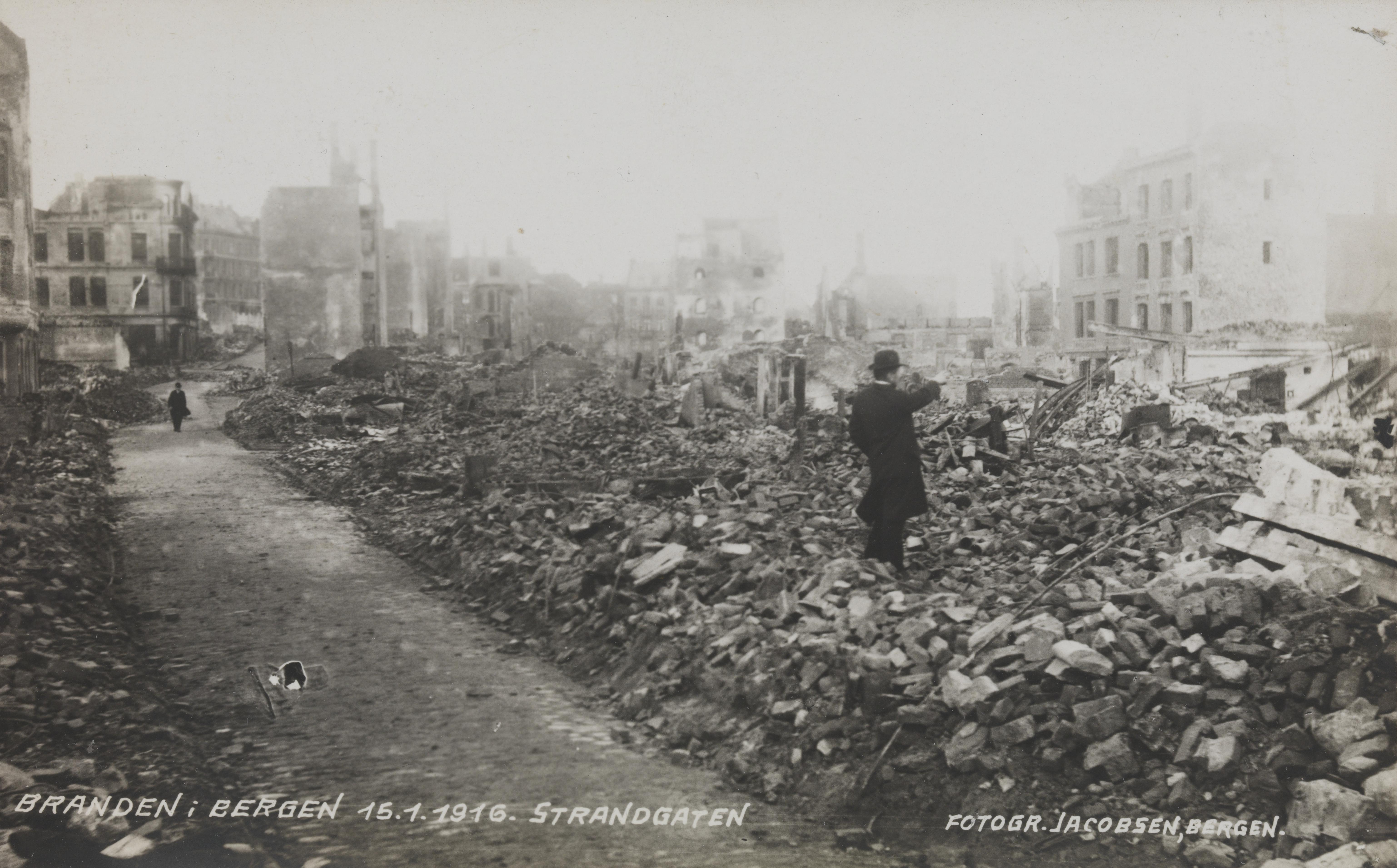
Uitkijkend op Strandgaten
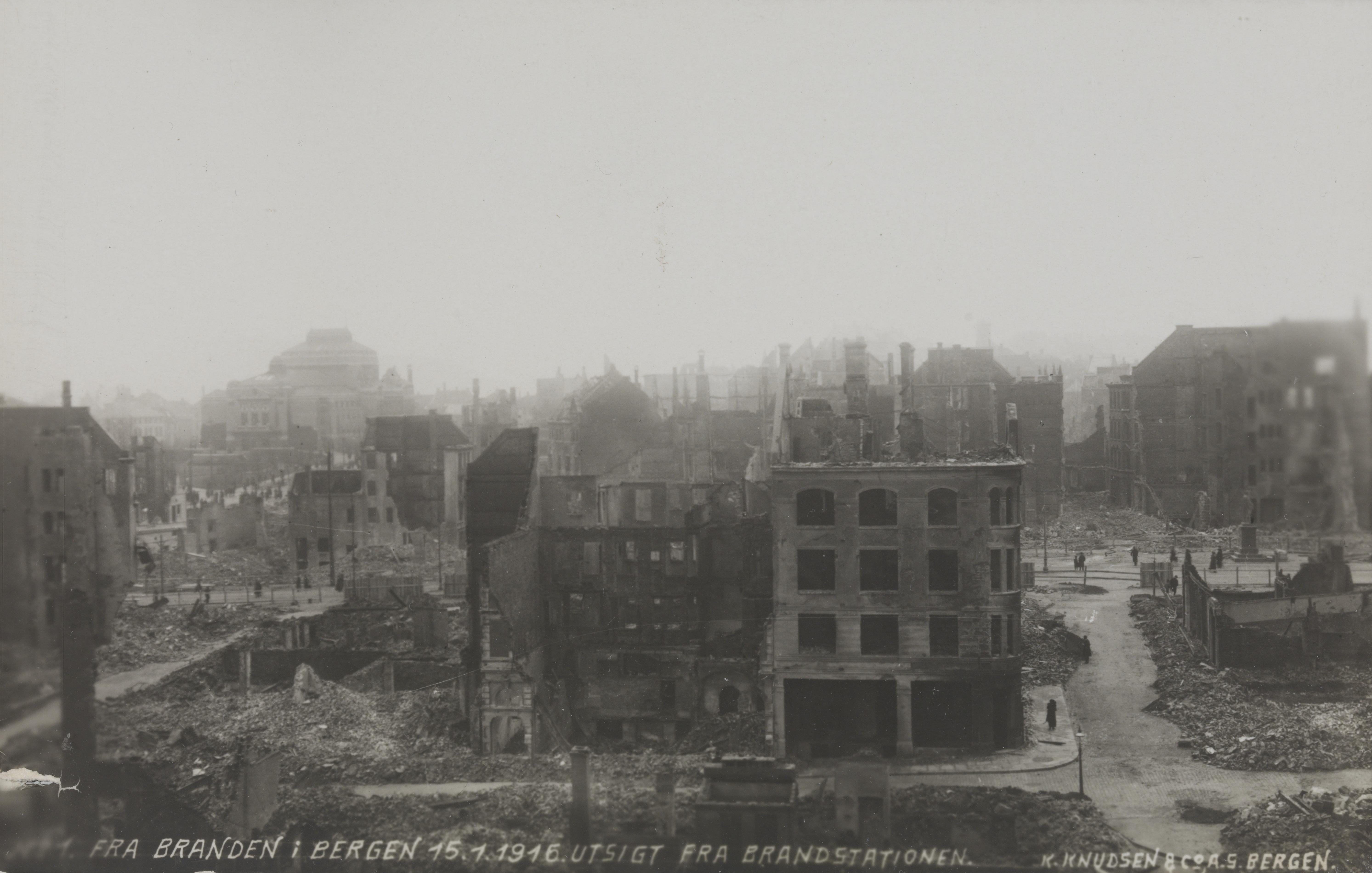
Uitzich vanaf het Brandstation